# Cornado

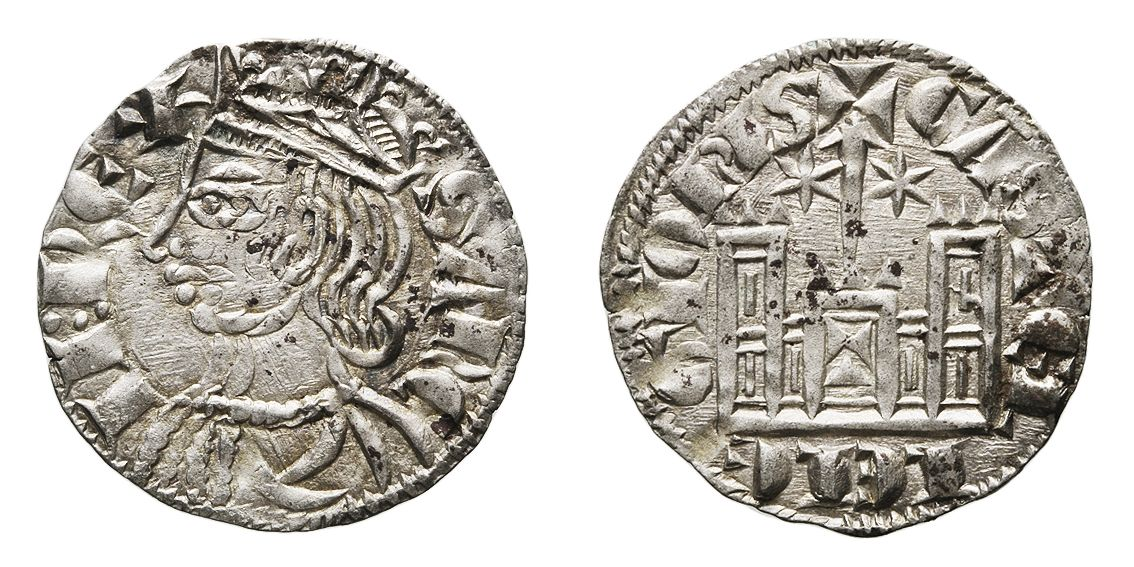
Cornado acuñado en Toledo durante el reinado de Sancho IV de Castilla (1284-1295).

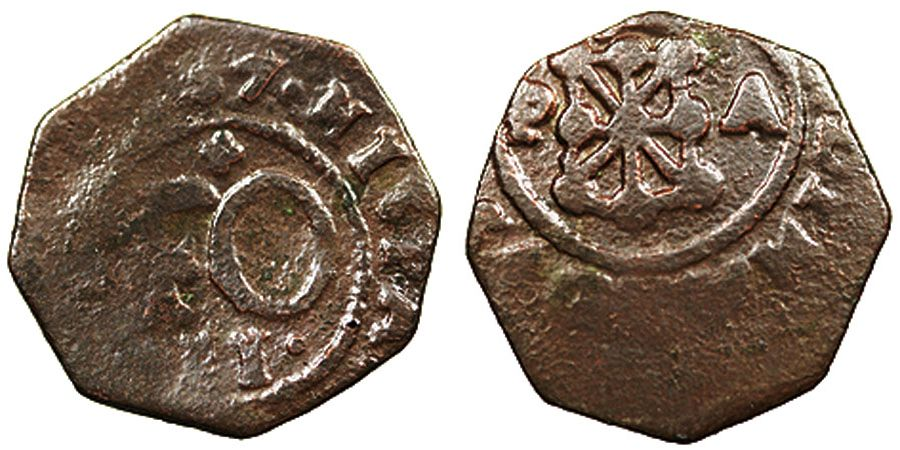
Cornado navarro acuñado en 1757, reinando Fernando VI de España.

El cornado (forma sincopada de coronado) es el nombre vulgar de varias monedas de vellón (aleación de plata y cobre) de los reinos de Castilla y Navarra, acuñadas en el caso castellano desde la época de Sancho IV de Castilla (siglo XIII) hasta los Reyes Católicos (siglo XVI), mientras en el caso navarro su acuñación se prolongó al menos hasta el siglo XVIII.
El apelativo de cornado derivaba en que la moneda representaba en su anverso la cabeza coronada del rey.
En el año 1286, diez cornados equivalían a un maravedí, y ocho cornados a un sueldo. Sus sucesores los acuñaron posteriormente con una  menor calidad de aleación. En la época un poco anterior de Gonzalo de Berceo, dos cornados equivalían a un dinero.